# Ронкаљио Инфериоре (Ређо Емилија)
Ронкаљио Инфериоре је насеље у Италији у округу Ређо Емилија, региону Емилија-Ромања.
Према процени из 2011. у насељу је живело 18 становника. Насеље се налази на надморској висини од 22 м.